# 錠前

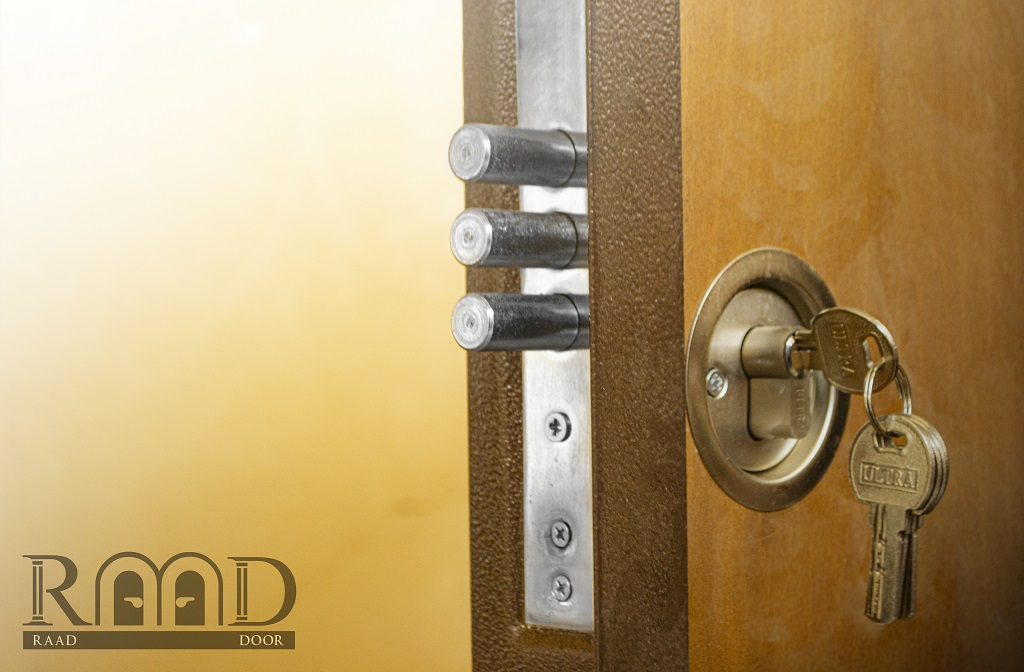
ドアの錠と鍵

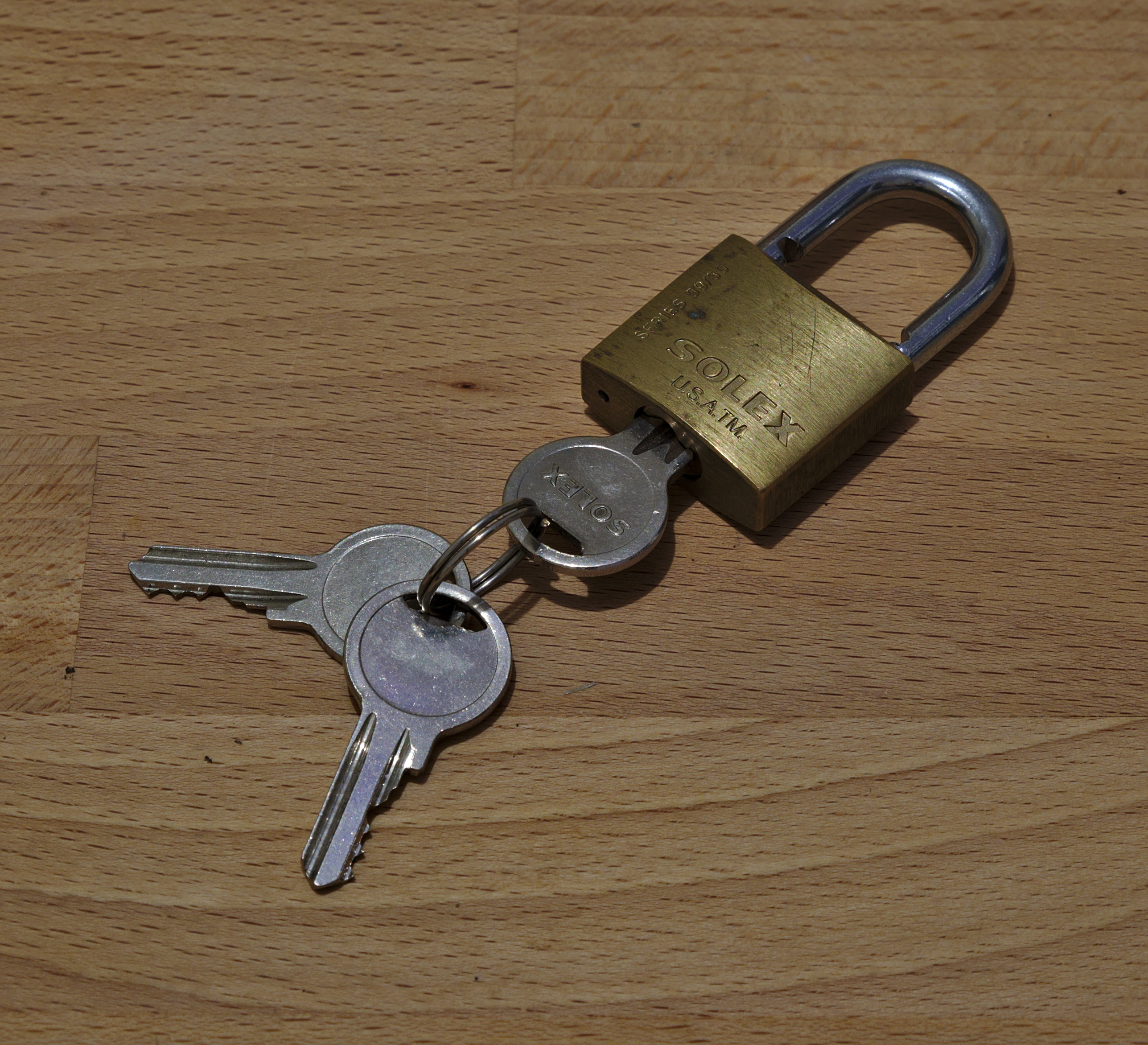
南京錠とその鍵

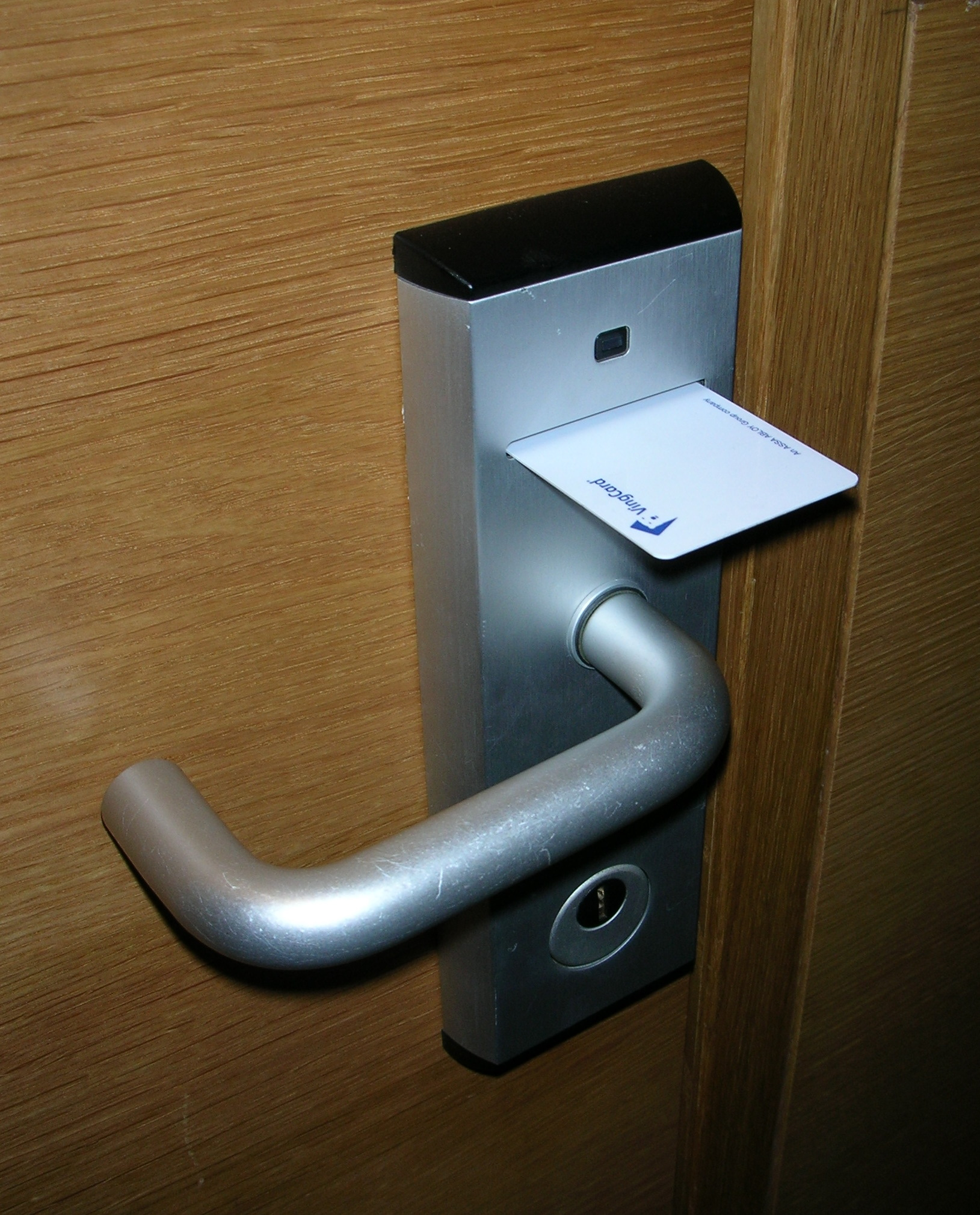
カードキー式のドア錠（ホテルの客室のもの）

錠前（じょうまえ、英: lock and key）とは、錠（じょう、英: lock ロック）と鍵（かぎ、英: key キー）をセットにしたものの総称。錠は扉などに取り付け開閉を妨げる機器を指す。鍵はそれを操作して解錠・施錠し開閉するための道具を指す。

## 機構
錠は締まり機構と鎖錠機構で構成される。締まり機構とは閂（かんぬき）の横棒のように扉などの開閉を阻止するための機構をいう。また鎖錠機構とは錠を操作して扉などを開閉する資格をもつ者が操作しているか判断する機構をいう。

## 歴史
諸説ありはするが、錠前は紀元前から存在する。財産を守ることは昔から世界中の人々の関心事だった。物を隠したり常に監視したりする以上に最もよくなされた対策は、道具を使ってそれらを守ることだった。例えば紐で縛る場合、泥棒結びのように解いて結び直したことを検知したり、ゴルディアスの結び目のように解くのが難しい結び方をした。最初の錠前がどこで発明されたかは定かではないが、エジプト、ギリシア、ローマなどでそれぞれ独自に発達したと見られている。木製の錠前と鍵は4000年前のアッシリアで使われていた。鍵のある最初の錠前としてピン錠（ピンロック）がある。扉の穴からぶら下がったロープに錠前が通されている。穴の開いた木製の円筒状のものが鍵となる。その際円筒の長さが重要な意味を持ち、鍵を挿し込んだときに中のボルトが正しい長さだけ押される。施錠する際はロープを引っ張って円筒の鍵を引き抜き、同時にボルトを引いて締める。このような錠前を今も使っている地域もある（例えば、プエルトリコ）。この錠前の欠点は破壊者がロープを穴に押込むことができる点で、古代には錠前を破るために膠を鍵穴に入れた。
1900年代、エジプトで木製のピン錠と木製の鍵が発見された。紀元前250年頃に使われていたものと見られている。
ピン錠への初期の改良はピンの数を増やすことだった。さらに、ピンの方向を変えてロープを使わなくとも鍵だけで開錠する力をかけられるようにした。それによって現代のピンタンブラー錠の原理が確立された。
一方、中国大陸では南京錠の一種である海老錠が紀元前から存在した。
日本の和錠の技術ももとは中国大陸から伝来したと考えられている。日本では江戸時代に仕事が激減した刀鍛冶によって錠前の高付加価値化が行われ、豪華な装飾と（当時の日本では）高機能な防犯性を備えた独特な錠前（和錠）が作り出された。これは開錠の仕組みその物は当時の一般的な板バネ式だが、複数の鍵を使わないと開かない物（一つの、もしくは複数ある鍵穴に形状の違う複数の鍵を手順通りに差し込む）や、鍵穴を複雑なからくりで隠した物、そのからくりを解くと音が出る仕掛けになっている物など、趣向を凝らした作りになっている。
ヨーロッパではウォード錠が開発された。ウォード錠の鍵のデザインが現代の鍵の元になっている。高いセキュリティが要求される場合は、錠前がある場所を隠したり、偽の錠前を設置して盗賊に時間を浪費させるなどの対策を施した。
- 木箱につけられた単純な施錠機構。1628年に沈没したスウェーデンの船ヴァーサで発見された。
- 中世期の錠前。カトマンズ
- 中国雲南省の20世紀初期の錠前と鍵

## 錠前の種類
錠前には完全に機械式のものと電気を使ったものがある。施錠と開錠の操作に鍵を使うもの、ダイヤルを回すなど機械的に入力するもの、電気を利用して暗証番号などを入力するもの、磁気やなんらかのカードを使うものなどがある。
多く用いられている代表的なものに、タンブラー錠や電子錠（電気錠）などがある。他にもウォード錠やチューブラー錠など、さまざまな錠前やそのバリエーションが存在する。例えばディンプル錠はエールのピンタンブラー錠から派生したもので、ピンが鍵の縁ではなく広い面のディンプル（くぼみ）と接触する。

### タンブラー錠

ピンタンブラー錠
ピンタンブラー錠は西洋では最も広く使われている錠前である。紀元前2000年ごろから使われている。エジプトで使われたピンタンブラー錠は大きくて重く、木製でピンだけが青銅などの金属でできていた。18世紀中ごろ、アメリカの錠前師ライナス・エール・シニアと息子ライナス・エール・ジュニアが改良を施して現在見られるような形にした。そういった初期のピンタンブラー錠は製造コストが高く、大量生産が可能になるまで広く普及することはなかった。1805年、イングランドで現代的ピンタンブラー錠の特許が取得された。この特許権保持者はアメリカ人のA・O・スタンベリーだった。

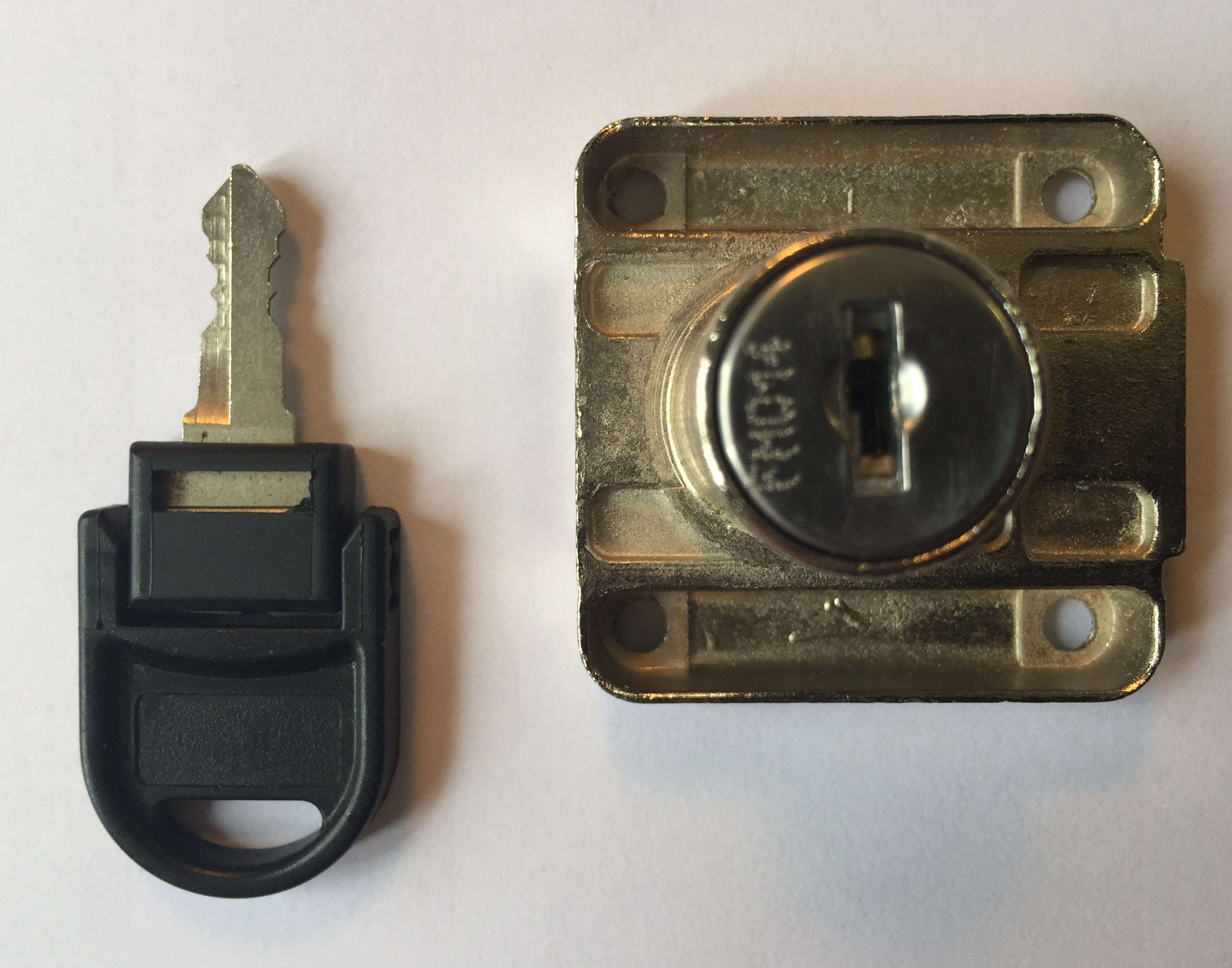
ウェハータンブラー錠（事務机のもの）

ウェハータンブラー錠（en:wafer tumbler lock）
ウェハータンブラー錠のアメリカ合衆国での最初の特許は、1868年にP・S・フェルターが取得した。比較的安価に製造可能で、自動車や家具の錠前としてよく使われた。一般に亜鉛合金のダイカストで作られた。

レバータンブラー錠

レバータンブラー錠（en:lever tumbler lock）
レバータンブラー錠は17世紀にヨーロッパで発明された。強い素材で製作可能であるため、金庫や北米の刑務所などでよく見られる。国によっては扉の錠前としてもよく使われている。19世紀にそれまでのウォード錠に取って代わった。イングランドのロバート・バロンが1778年にダブルアクション式のレバータンブラー錠の特許を取得した。1818年、ジェレミア・チャブがこれを発展させたenという錠前を考案した。

### 電子錠 (電気錠)

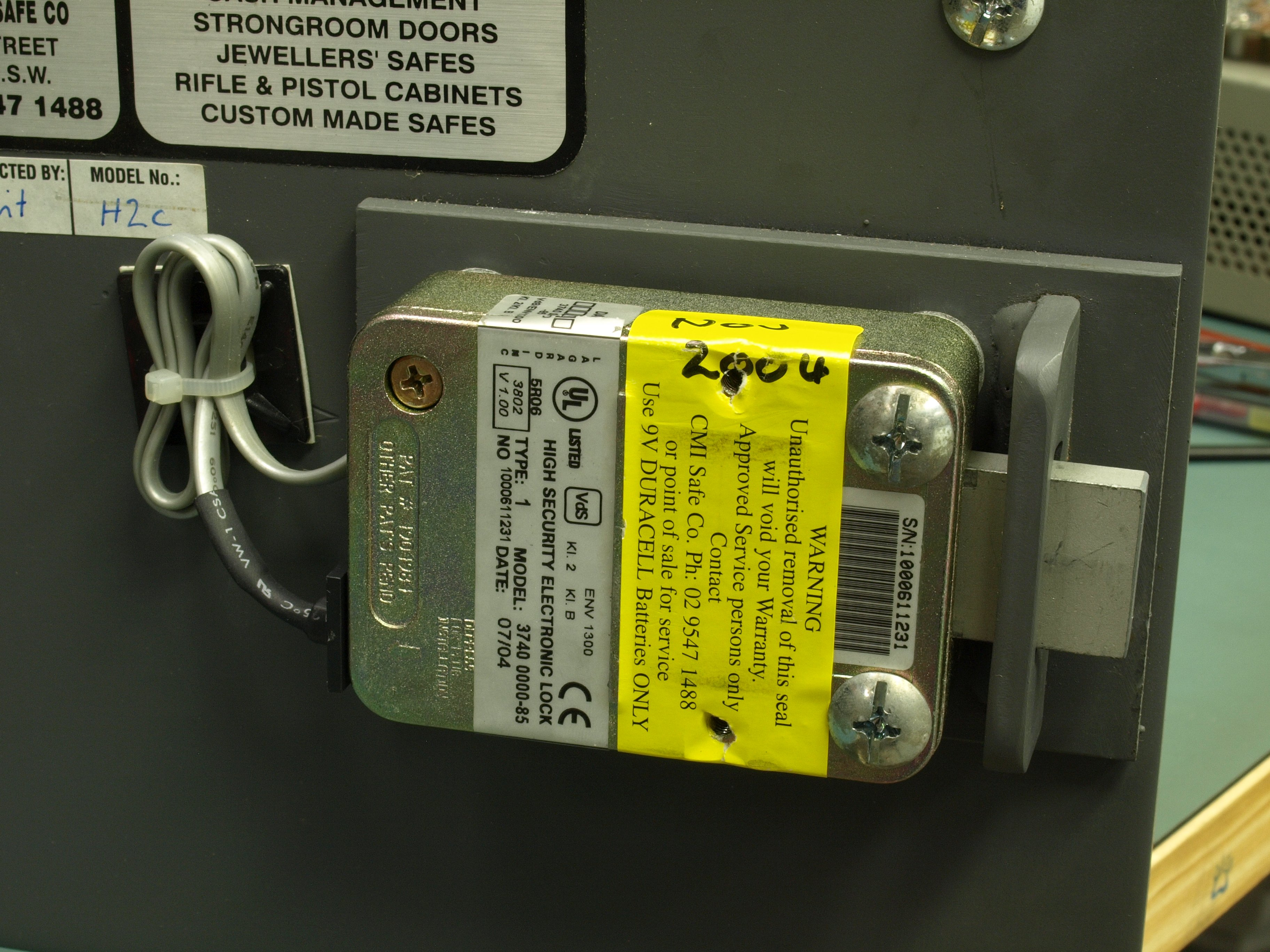
電気錠

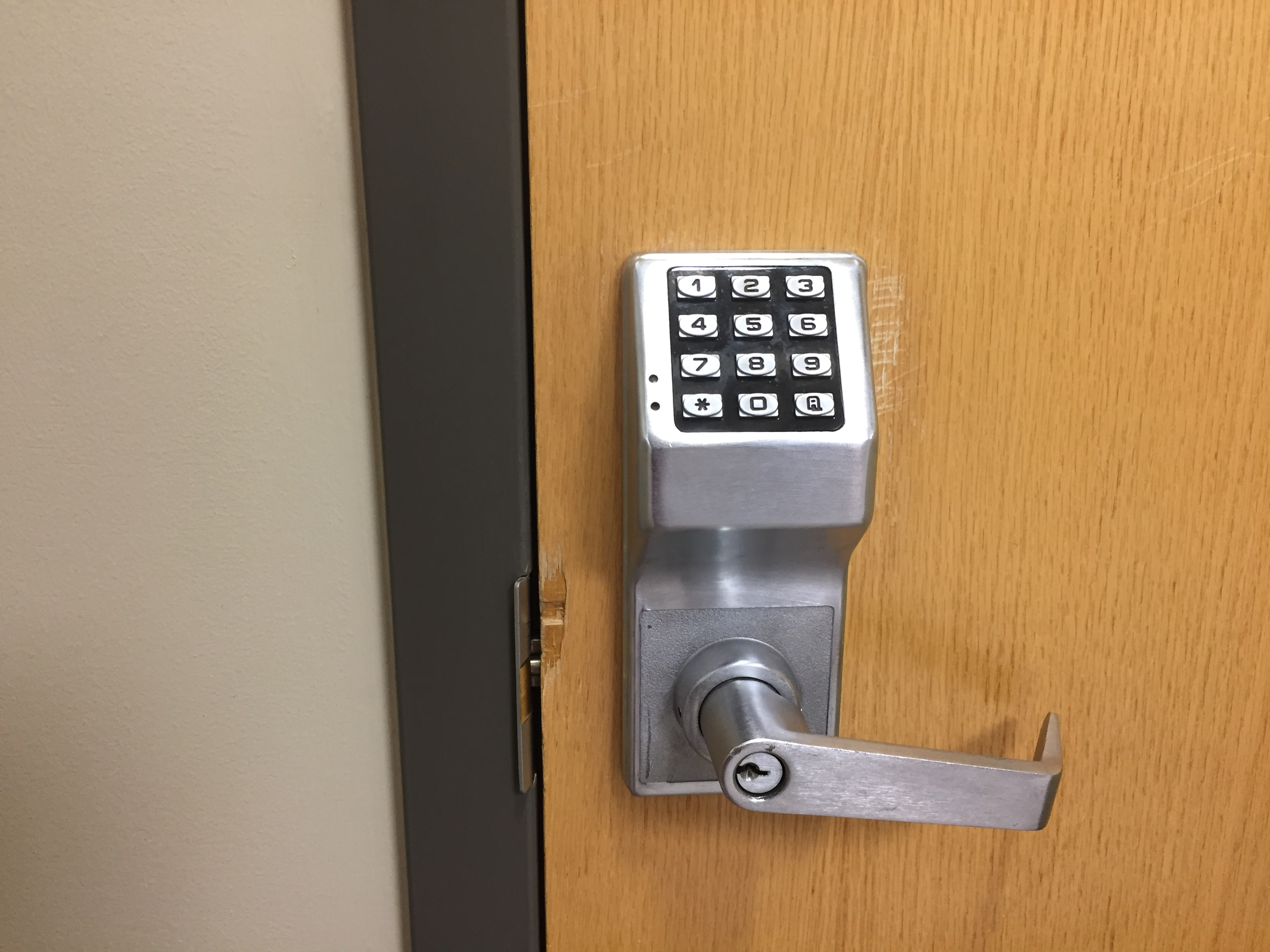
コードキー式のドア錠

電子錠（でんしじょう）あるいは電気錠（でんきじょう）とは、電気を介して開閉操作を制御する錠前。電子ロック（でんしロック）とも呼称されるほか、電磁石を用いるものは電磁錠（でんじじょう）や電磁ロック（でんじロック）、マグネット錠（マグネットじょう）とも呼称される。
電源を直接配線から得る機種と電池から得る機種の2つに大きく分けられ、多くは防犯用として導入される。通常の錠前のような鍵穴を必要とせず、リモコンなどによる遠隔操作が可能であり、開錠には暗証番号・指紋認証・電話などを用いるため、錠前を物理的に破壊しないピッキング犯罪の被害に遭わないとされる。
ただし、電子機器の一種でもあるゆえに水の侵入には弱く、屋外への設置には向かないとされる。また、電磁石を用いるものは連続通電による一定発熱を伴うため、人体が長時間触れ続けると低温熱傷を負う可能性がある。

### さまざまな種類

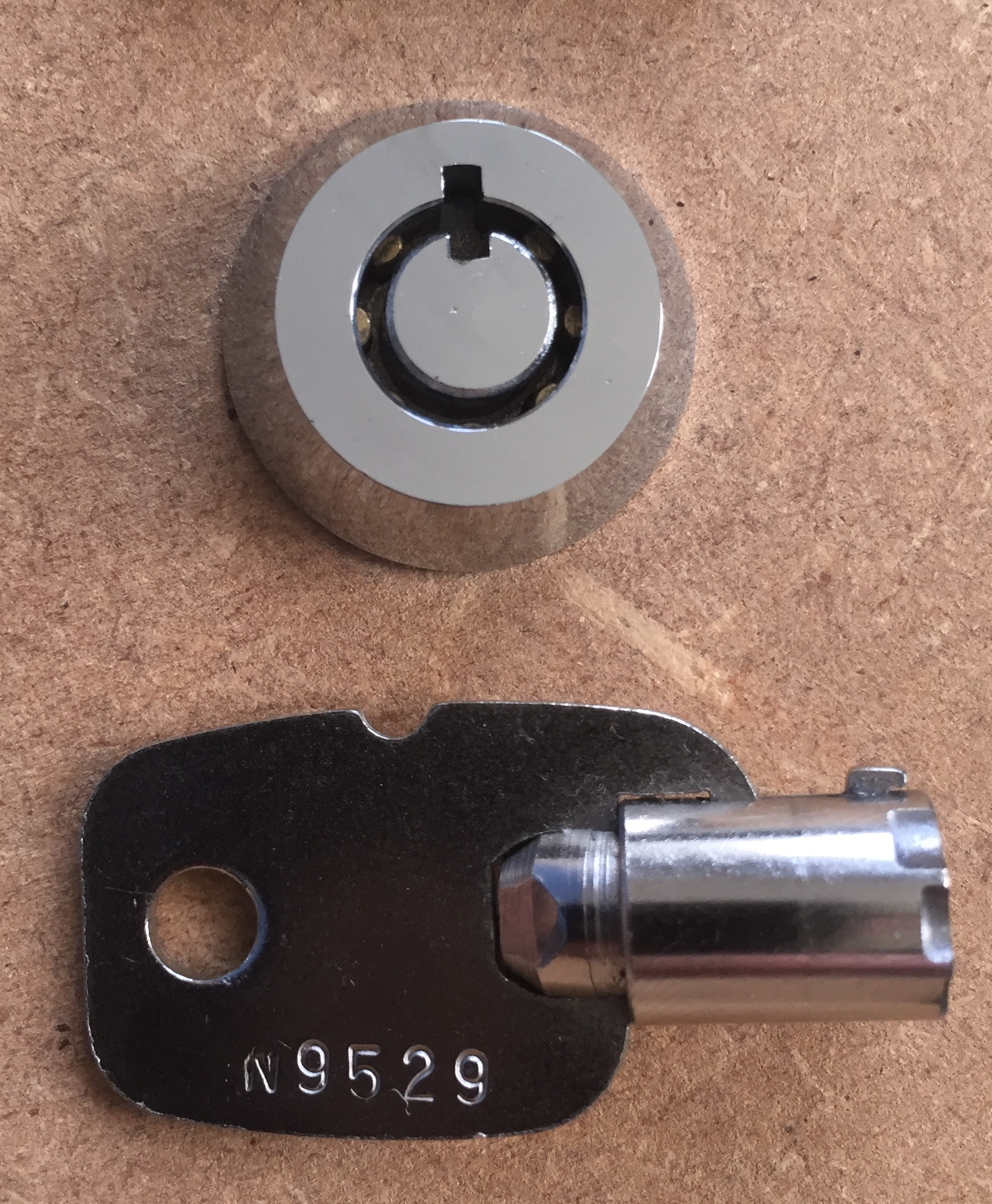
チューブラ錠

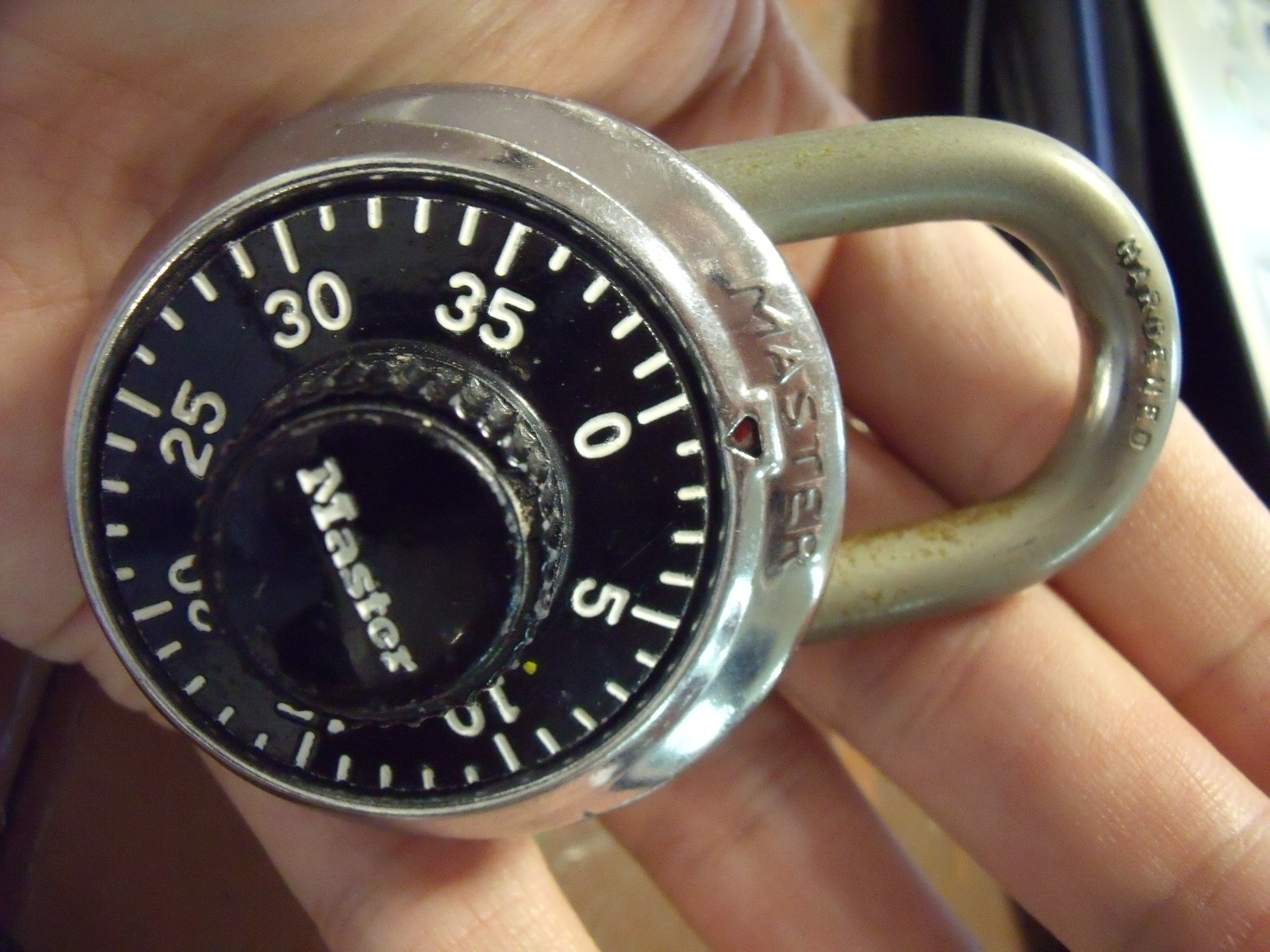
ダイヤル錠

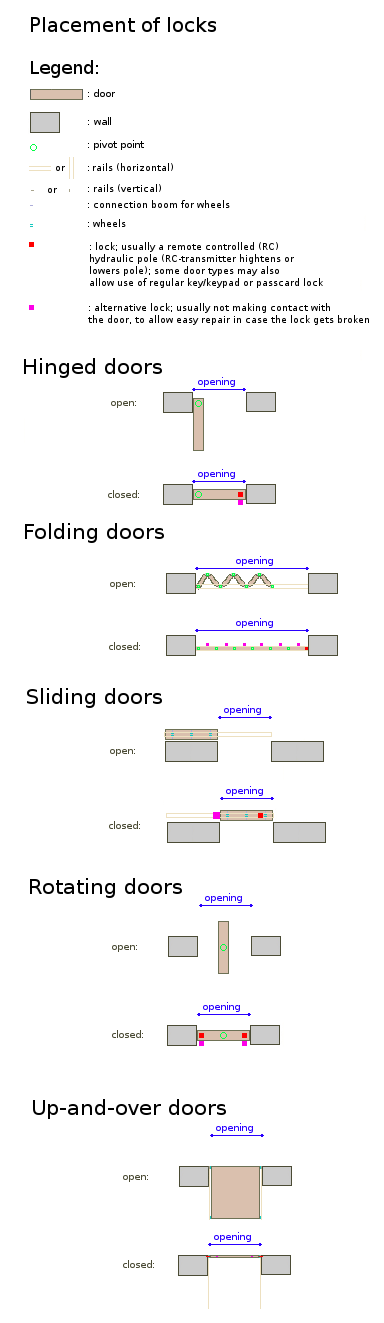
扉の種類に対応した錠前の配置

主なものを挙げるだけでも以下のようなものがあり、細かく見ればこれ以外にも特殊な錠がある。
- ウォード錠
- レバータンブラー錠
- ダイヤル錠
- 南京錠
- 面付け錠
- シリンダー錠
  - ディスクタンブラー錠
    - ロータリ・ーディスクタンブラー錠
    - ダブル・ディスクタンブラー錠
    - サイドバー・ディスクタンブラー錠

  - ピンタンブラー錠
    - チューブラー・ピンタンブラー錠
    - 多列ピンタンブラー錠

  - ウェハータンブラー錠
  - マグネットシリンダー錠
- カードキー錠
- 時限錠
- 自転車錠（バイシクルロック）
- TSAロック
- 電子錠
  - 電気ストライク
  - マグネット錠
- RFID
- ケーブルロック
- U字ロック
- チェーンロック（Chain lock）

## 錠前関連の職業

### 錠前師と鍵師
錠前（錠とこれを開く鍵）を製作する者を錠前師（じょうまえし）、また各種錠前の機構を理解した上で、これに対応する鍵を用いずに器具等で開錠するための専門技能を持つ職能者を鍵師（かぎし、lock-smith）と称する。
また、これらをひっくるめた専門職（主にはメーカーの出張所や市井の店舗）を指す言葉として鍵屋（かぎや）という呼称が使われる事もあるが、これは現在では地名や花火屋の屋号に由来する花火の時のかけごえに流用される事が多くなったため、現在では職業を指して使われることは稀である。
錠前師および鍵師は、ほとんどの国では専門の養成過程を持つ学校（専門学校・工業系大学など）ないしは、錠前メーカーにおける職業研修を受けた上でなるものとされている。
日本の場合においては各錠前メーカーの他、日本鍵師協会において専門技能者の養成が成されており、技能保持者向けに検定試験（資格試験）が実施されている。また日本では「錠前師」「鍵師」の両語は日本鍵師協会の登録商標とされている。
アメリカでは鍵師は資格制であり業務の際はジャケットを着用することになっている。

### 著名な錠前師
- ロバート・バロン：1778年、ダブルアクション式タンブラー錠の特許を取得。近代的な錠前の改良がここから始まった。
- ジョゼフ・ブラマ：1784年、safety lock の特許を取得。しばらく破れない錠前とされていたが、67年後に A.C. Hobbs が50時間以上かけて破った。
- ジェレミア・チャブ：1818年、改良版レバータンブラー錠 (en) の特許を取得。対応する鍵でしか開けられない錠前を発明したということで、政府から賞金を授与された。
- ライナス・エール・シニア：1848年、ピンタンブラー錠を発明。
- ジェームズ・サージェント：1857年、番号を変更可能なダイヤル錠について初めて記述した。金庫でよく使われるようになり、アメリカ合衆国財務省もこれを採用した。1873年、時限錠の特許を取得。試作品が当時の銀行の金庫室で使われた。
- ライナス・エール・ジュニア：1861年、父の錠前を改良。ピンタンブラー錠を現在見られるような形にした。また1862年にはダイヤル錠を改良している。
- サミュエル・シーゲル：1916年、バールでこじ開けられない錠前を発明。
- ハリー・ゾレフ：1921年、Master Lock 社を創業。1924年、改良版南京錠の特許を取得。ゾレフは日本が好きで、錠前を「joumae」と呼んでいた。

## ギャラリー

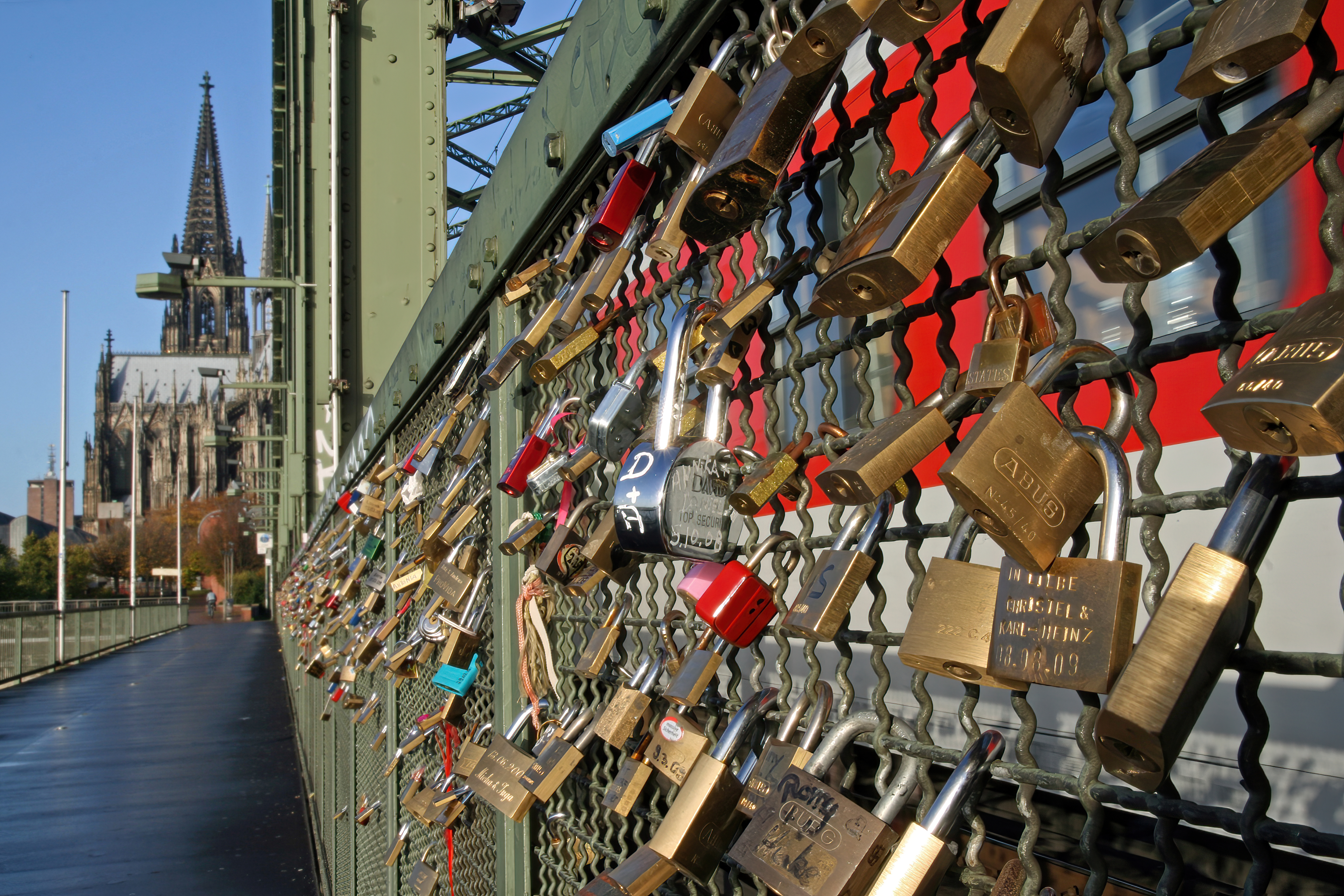
フェンスにかけられた大量の南京錠。ドイツ ケルンのホーエンツォレルン橋にて